# Márcio Vieira
Márcio Antônio Vieira (Rio de Janeiro, 30 de setembro de 1956) é um jogador brasileiro de boliche.
Foi um dos representantes do seu país nos Jogos Pan-americanos de 2011, em Guadalajara (México). Classificou-se para a prova individual e para a prova de duplas.
Na prova individual obteve a 26ª colocação; já nas duplas, com Marcelo Suartz, ficou em 4°.